# Quando as Mulheres Paqueram
Quando as Mulheres Paqueram é um filme brasileiro, do gênero comédia, realizado em 1971 e dirigido por Victor Di Mello, a partir do roteiro de Dilma Lóes e Alexandre Pires.

## Enredo
Três inglesas em férias no Brasil abalam as estruturas morais de uma família burguesa brasileira, mas enquanto uma delas encontra o amor, as outras duas se desiludem das paqueras.

## Elenco
| Ator/Atriz          | Personagem |
| ------------------- | ---------- |
| Dilma Lóes          | Meg        |
| Eva Christian       | Ângela     |
| Sandra Barsotti     | Patrícia   |
| Carlo Mossy         | Rodrigo    |
| Cláudio Cavalcanti  | Cláudio    |
| Urbano Lóes         | André      |
| Lídia Mattos        | Solange    |
| Zózimo Bulbul       | Carlos     |
| David Cardoso       |            |
| Francisco Di Franco |            |
| Juan de Bourbon     |            |
| Aurélio Tomasini    |            |
| Uracy de Oliveira   |            |
| Elza Ramos          |            |

## Prêmios e indicações
| Ano  | Premiação                            | Categoria                       | Recipiente   | Resultado | Ref.  |
| ---- | ------------------------------------ | ------------------------------- | ------------ | --------- | ----- |
| 1972 | Festival de Cinema de Miguel Pereira | Troféu Eva de Melhor fotografia | Roland Henze | Venceu    | [ 1 ] |